# NGC 6339
NGC 6339 est une galaxie spirale barrée située dans la constellation d'Hercule. Sa vitesse par rapport au fond diffus cosmologique est de 2 073 ± 3 km/s, ce qui correspond à une distance de Hubble de 30,6 ± 2,1 Mpc (∼99,8 millions d'al). NGC 6339 a été découverte par l'astronome américain Lewis Swift en 1887.
La classe de luminosité de NGC 6339 est IV et elle présente une large raie HI. De plus, c'est une galaxie du champ, c'est-à-dire qu'elle n'appartient pas à un amas ou un groupe et qu'elle est donc gravitationnellement isolée. En raison d'une brillance de surface égale à 14,43 mag/am2, on peut qualifier NGC 6339 de galaxie à faible brillance de surface (LSB en anglais pour low surface brightness). Les galaxies LSB sont des galaxies diffuses (D) avec une brillance de surface inférieure de moins d'une magnitude à celle du ciel nocturne ambiant.
À ce jour, douze mesures non basées sur le décalage vers le rouge (redshift) donnent une distance de 28,808 ± 3,919 Mpc (∼94 millions d'al), ce qui est à l'intérieur des valeurs de la distance de Hubble.